# Ahliesaurus berryi
Ahliesaurus berryi är en fiskart som beskrevs av Bertelsen, Krefft och Marshall, 1976. Ahliesaurus berryi ingår i släktet Ahliesaurus och familjen Notosudidae. Inga underarter finns listade i Catalogue of Life.